# Années 1780 av. J.-C.
Les années 1780 av. J.-C. couvrent les années de 1789 av. J.-C. à 1780 av. J.-C.

## Évènements

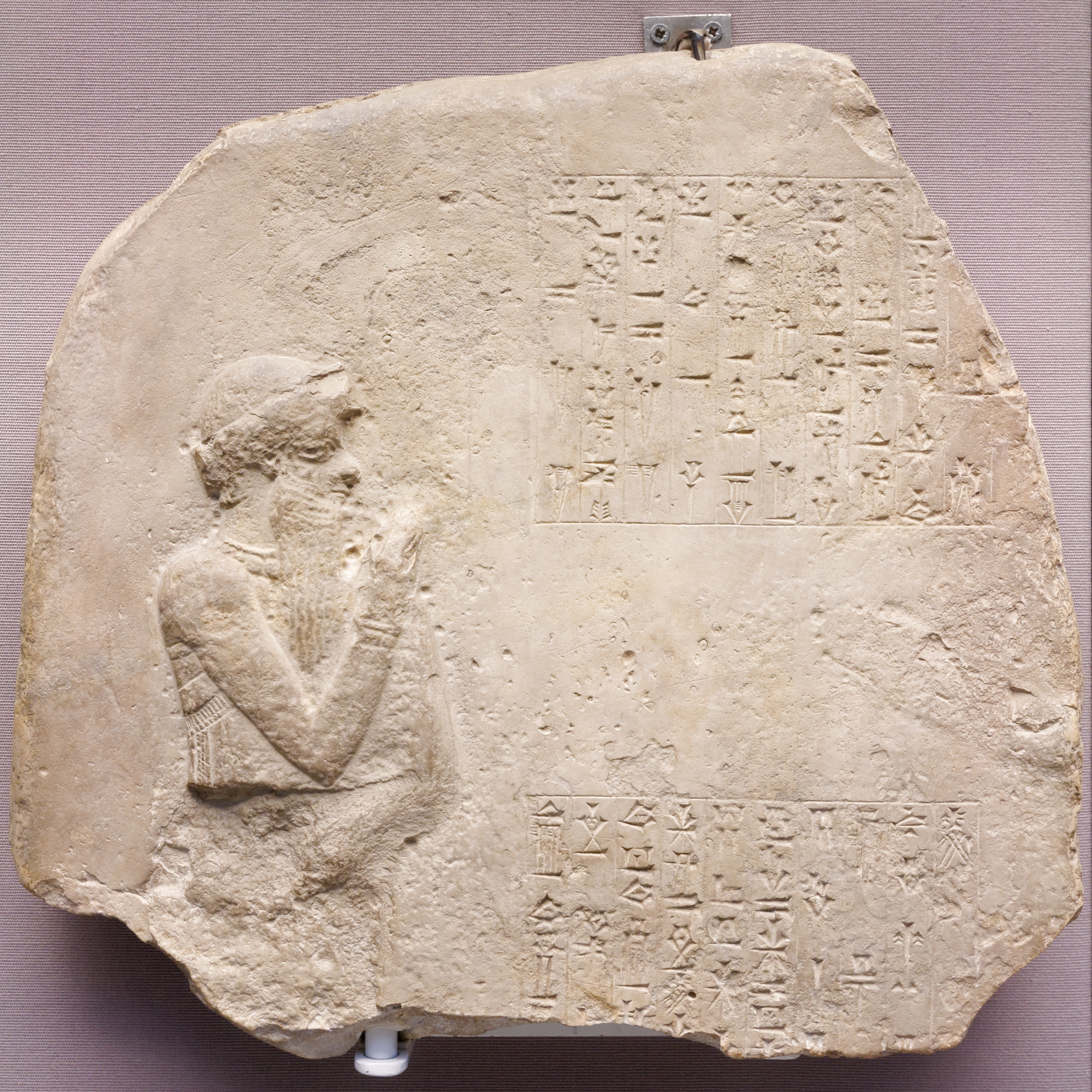
Stèle votive consacrée pour la vie du roi Hammurabi, sans doute le personnage représenté, découverte à Sippar. Musée du Louvre.

- Vers 1790-1775 av. J.-C. : règne de Iasmah-Adad, roi de Mari[1].
- 1787 av. J.-C.[2] : Hammourabi conquiert Isin et Uruk, soit toute la Mésopotamie méridionale[1]. Il semble avoir disposé d’une armée de 10 000 à 30 000 hommes.
- 1786 av. J.-C.[2] : Hammourabi fait campagne en Iamutbal (à l’est)[1].
- 1785 av. J.-C. : début supposé de la XIIIe dynastie[3]. L'Égypte est partagée entre la dynastie établie à Thèbes (la XIIIe) qui règne sur la Haute-Égypte et la XIVe dynastie de Xoïs[4]. Les rois de la XIVe dynastie se seraient emparés du pouvoir à la faveur d’une révolte dans le Delta du Nil.
- 1784 av. J.-C.[2] : Hammourabi écrase « l'armée et les habitants » de Malgûm[1].
- 1783 av. J.-C.[2] : Hammourabi prend Rapiqum, en amont de Sippar, sur l’Euphrate (à l’est). Il suspend ses campagnes militaires pendant plusieurs années, au cours desquelles il consolide ses défenses intérieures[1].
- 1781-1765 av. J.-C. : règne de Iarim-Lim , roi d’Alep (Iamhad). Iarim-Lim et son successeur Hammourabi de Iamhad jouent un rôle très actif dans le deuxième quart du XVIIIe siècle av. J.-C., en liaison souvent étroite avec Zimrî-Lîm de Mari, puis avec Babylone ; leur intérêt pour les affaires mésopotamiennes montre clairement l’étroite imbrication des deux régions.
- 1781 av. J.-C.[2] : Dadusha, roi de Eshnunna, menace Shamshi-Adad Ier à l’Est. Celui-ci pénètre dans le vallée de la Diyala, puis remonte vers le nord et s’empare d’Arrapha (aujourd’hui Kirkuk), traverse le petit Zab, conquiert Qabrâ et la plaine à l’Est de Ninive, détruit les riches récoltes de la région, prend les villes du pays d’Urbel (Erbil) et installe des garnisons partout. Les Turukkû, peuple du Zagros, profitent de l’occasion pour se mettre en guerre. La paix est conclue entre Eshnunna et Shamshi-Adad à la fin de l’année[1].

- Vers 1780 av. J.-C. : un « village préhistorique » est enseveli sous les cendres lors d'une éruption de Vésuve au lieu-dit « Croce del papa », à l'ouest de Nole en Campanie[5]. Le site découvert en mai 2001 et les fouilles sont dirigées par l'archéologue Claude Albore Livadie qui qualifie le site de « Pompéi de l'âge du bronze ».